# 圣化寺
圣化寺，俗名喇嘛庙，是位于今中国北京市海淀区圣化寺路附近的一座藏传佛教格鲁派寺院，现已无存。

## 历史
圣化寺位于海淀区巴沟村南偏西，时称“圣化寺别墅”、“圣化寺园”。寺院和园林为清朝康熙年间创建，乾隆三十二年又增建多处亭阁。圣化寺的寺院建筑及园林的占地面积均大于该寺以南的泉宗庙。《日下旧闻考·卷九十九·郊垧西九》：
圣化寺西北为巴沟村，有延寿庵。臣等谨按：“圣化寺建自康熙年间，近寺为北所，为含淳堂，皆详见苑囿门。……”
清朝末年，由于英法联军的焚掠以及八国联军的破坏，北京西郊园林均遭摧残，此后仅有颐和园等少数园林获部分恢复，而畅春园、西花园、圣化寺、泉宗庙等则被夷为农田。
释妙舟《蒙藏佛教史》载，“圣化寺。在万泉庄堤南八沟，即以寺为园名。寺北门内，西为河渠，东为稻田，前临大河。山门三楹，对河为高台。大殿五楹，二门内三皇殿五楹。西角门内为观音阁，东阁门内龙王庙三楹，后星君殿三楹。寺北门有行殿二所，民国十一年改为他用。寺内喇嘛额定十九名，移居西直门外五塔村。”

## 建筑
圣化寺建筑群是清朝康熙帝、乾隆帝十分喜爱并常去的小型寺院兼行宫。圣化寺位于万泉河的西支——巴沟河畔。整个建筑及园林的中心为圣化寺。寺内大殿为五楹品字形，额题“香界连云”。寺外有北所，北所正殿悬“青翠霄汉”匾额，北所西院内的虚静斋深得乾隆帝喜爱。寺外西所还有含淳堂、佛楼等建筑。现存样式雷的三张《圣化寺画样》。
《日下旧闻考·卷七十八·国朝苑囿西花园圣化寺》载：
出小西厂之南门二里许，为圣化寺北门，门内西为河渠，东为稻田，前临大河。山门三楹，对河为高台。大殿五楹。二门内三皇殿五楹，西角门内为观音阁，东角门龙王殿三楹，后星君殿三楹。（臣等谨按：圣化寺大殿额曰：“香界连云”；观音阁额曰：“海潮月印”，圣祖御书“圣化寺”，内檐额曰：“能仁妙觉”，联曰：“三藏密微超色相，十分安稳得津梁。”皇上御书“圣化寺”）
山门外左右建桥，由东闸桥度河，迤西为北所，宫门三楹，正殿五楹，西院正殿三楹。左为虚静斋，临河为欣稼亭。（臣等谨按：北所正殿额曰：“青翠霄汉”，西院正宇额曰：“和风霁月”，中及虚静斋额皆圣祖御书。宫门内额曰：“怡庭柯”，与“欣稼亭”额，皇上御书。乾隆八年《御制西园泛舟至圣化寺诗》：
万泉十里水云乡，兰若闲寻趂晓凉。两岸绿杨蝉嘒嘒，轻舟满领稻风香。远山螺黛暎澄潭，润逼溪村绿意含。谁向萧梁庾开府，帧头买得小江南。淰淰轻寒上葛裳，物情人意酿秋光。芰荷惆怅西风里，作意临波艳晩妆。苾蒭一滴觅曺溪，觅得曺溪也是迷。何似无心间逐景，好山迎我作诗题。连朝甘雨活雕枯，水畛山畦翠更腴。犹见西峰云气润，阿香重展米家图。
乾隆九年《御制泛舟至圣化寺诗》：
万泉十里接西湖，两度舟行忧喜殊。一夜甘霖盈尺泽，髙原下隰总回苏。两岸溪田一水通，维舟不断稻花风。课耕农父蓑台笠，只此忧欣尔我同。润逼林轩露气清，卷帘天水净长空。黄庭七字何须悟，人在和风霁月中（右五字乃圣化寺别墅题额，皇祖御笔也）。
乾隆三十一年《御制由万泉堤上至圣化寺即景杂咏》：
畅春本就戚园筑（《春明梦余録》载，丹棱沜旁为明戚畹，李武清别业，畅春园盖因其旧址建置），棱沜犹堪遗迹寻。咫尺万泉资灌溉，重教平声相土一。详斟甲申疏治起，农功泉利犹遗可。扩充春仲鸠工辟，塍甽万泉久湮塞（甲申岁始命疏浚。即其地开水田，今春复加垦辟，稻畦鳞次，属以长堤，迤𨓦至圣化寺，宛然江乡风景）。稻秧今看已菁葱，沙泉大小汇成池。潴蓄宣通实頼之，利在农田合祈报，经营方向构神祠。宛转循堤竺宇通，清溪左右绕烟宫。仲春曾此一停跸（仲春启跸谒泰陵，曽于此停跸视事），又觉流阴瞥眼中。闻斋精洁足盘桓，烂漫阶前绽牡丹。春雨频滋风复少，枝头花朶大于盘。芟葑剔淤前岁为，引泉曲注已成池。斋傍仍有余间地，可作稻田命垦治。
乾隆八年《御制虚静斋诗》：
（虚静斋，皇祖旧题额也。感而赋此。）守静志常虚，致虚心斯静。一二二而一，泊然万虑屏。是语古圣传，皇祖得要领。六十一年间，用此安万井。孙臣诚愚芚，汲古乏修绠。身肩乃知劳，况多媿衾影。别墅閟松云，近此招提境（虚静斋别墅，近圣化寺。皇祖常幸此）。欲验农桑功，因揽湖山景。窗虚古梧翠，座静天籁冷。寻流未逢源，安得亲质请。言念噢咻恩，潜焉涕泪永。
乾隆十三年《御制虚静斋小憩诗》：
长堤界西湖，万泉居左侧。因成内外河，别业邻香域（谓圣化寺）。土阶示俭规，斋额垂遗则（虚静，皇祖所名斋也）。易舟就路便，倚槛聊憩息。松涛泛翠寒，峰黛多古色。布席顿经年，听漏无停刻。
乾隆二十九年《御制虚静斋诗》：
祗园前有读书轩，虚静标楣圣藻存。久别无端惊往事，每来辄复忆深恩。凭窗不改虚中趣，坐席偏欣静可论。挑刬茭泥引泉眼（圣化寺园近万泉庄，河中泉眼亦因岁久淤塞，并命疏睿（为去声），穿新脉自溪源。）……
臣等谨按：圣化寺虚静斋御制诗，谨绎有关纪述事实者，恭载卷内，余不备录。）
自北所东桥转西，重檐宫门，内正殿三楹，为含淳堂。殿后重檐佛楼一楹，其右临池正宇五楹，佛楼后正宇六楹，为得真斋。其西为带岩亭，东为羃翠轩。轩东为仙楹。佛楼东宇为湛凝斋，左为敷嘉室。仙楹之东为襟岚书屋，稍南循廊而西为瞩岩楼，又南敞宇曰泉石且娱心。（臣等谨按：含淳堂、湛凝斋、仙楹诸额，圣祖御书。得真斋、带嵓亭、羃翠轩、敷嘉室、襟岚书屋、瞩岩楼诸额，皆皇上御书。含淳堂联曰：“水镜湛阶前近含清景，松云生栋里上契淳风”湛凝斋联曰：“波影湛空明檐楹澄照，林光凝碧净几席含清。”皇上御书。乾隆三十二年《御制含淳堂诗》：
青山环绿水，堂据水之滨。圣藻额犹焕，含淳义最亲。禽鱼适性趣，草木亦天真。底识蒙庥处，贻予乐利民。
又《御制题得真斋》：
面水水依砌，背山山倚楣。回环挹明净，暎带味华滋。花木含佳趣，琴书得静怡。问予真意托，端在雨旸时。
又《御制羃翠轩诗》：
筑室乔林下，菁葱羃翠阴。天然得庇荫，自尔效深沈。六月那知暑，假山成古岑。偶来值斯暇，便与染毫吟。
又《御制赋得仙楹》：
一幛仙楹对，双珠圣藻张。乐山学尼父，寓意缅轩皇。日照林岑影，烟生紫翠光。敢云肯斯构，实觉见于墙。
又《御制湛凝斋口号》：
碧水澄潭波不兴，凭栏欣俯湛而凝。心如髙密犹邻市，恰似招提入定僧。
又《御制题敷嘉室》：
虚榭临池近，平铺镜影空。波光玩座上，山色入窗中。吟倚兴无竭，清嘉致不同。当前参位育，犹在扩而充。
又《御制襟岚书屋诗》：
一溪绿水横拖带，半障青岚斜展襟。设问会心何处是，洒然而静澹而深。
又《御制瞩岩楼诗》：
跨水书楼更瞩岩，岩情水态绿窗衔。讵惟一晌供游目，兴会于斯正不凡。
臣等谨按：含淳堂御制诗恭载首见之篇，余不备录。）

圣化寺北门有行殿二所，东距行殿二里许为东门，门内为永宁观。（臣等谨按：永寧观大殿额曰“翊辅北枢”，圣祖御书。）